# Dub letní v Chlumečku
Dub letní v Chlumečku je památný strom, solitérní dub letní (Quercus robur). Roste před plotem zahrádek u místní komunikace původně vedoucí do Chlumečku v okrese Cheb v Karlovarském kraji, nedaleko zaniklé tvrze. V minulosti mu byly odstraněny spodní větve. Tím se zvýraznil silný válcovitý kmen, jehož obvod měří 507 cm. Široká, košatá koruna s mnoha silnými větvemi dosahuje do výšky 20,5 m (měření 2014).
Za památný byl strom vyhlášen v roce 1985 jako strom významný stářím a vzrůstem.

## Stromy v okolí
- Chebský dub
- Stříbrný javor u Komorní Hůrky
- Dub letní ve Dvorečku
- Dub v Jedličné